# Маково (Новаци)
Маково (мкд. Маково) је насеље у Севеверној Македонији, у јужном делу државе. Маково припада општини Новаци.

## Географија
Насеље Маково је смештено у јужном делу Северне Македоније. Од најближег већег града, Битоља, насеље је удаљено 30 km североисточно.
Маково се налазе у крајње западном делу високопланинске области Маријово, као једно од најзабаченијих, али и етнички најчистијих делова православног словенског живља на тлу Македоније. Насеље је положено на западним падинама Селечке планине. Југоисточно од села издиже се главно било планине. Надморска висина насеља је приближно 710 метара.
Клима у насељу је планинска због знатне надморске висине.

## Становништво
Маково је према последњем попису из 2002. године имало 71 становника а претежно становништво по последњем попису су етнички Македонци. Већинска вероисповест је православље.